# Larnax purpurea
Larnax purpurea är en potatisväxtart som beskrevs av S. Leiva Gonzalez. Larnax purpurea ingår i släktet Larnax och familjen potatisväxter. Inga underarter finns listade i Catalogue of Life.